# スイッチ機関車 (ライフゲーム)
ライフゲームにおけるスイッチ機関車（スイッチきかんしゃ、switch engine。入換機関車のこと）は、8セルからなる長寿型の一種である。他の物体と組み合わせることでシュシュポッポ列車や移動物体になる。

## 構造
スイッチ機関車は、以下のような構造を持つ。

## 歴史
スイッチ機関車は、1971年にC.コダーマンによって発見された。その後、ブロックを使用して安定化させたパターン2種類と、スイッチ機関車を二台干渉させて安定化させた「ノアの方船」もコダーマンによって発見された。
1991年に Dean Hickerson は、13-engine cordership を発見した。これは、13個のスイッチ機関車を含む324セルからなる移動物体である。Hickerson はその後、いくつかの「複数のスイッチ機関車を含む宇宙船」を発見している。

## 生成

### グライダーによる生成
スイッチ機関車は、下図のように、グライダー3機により14単位時間で生成できる。

## スイッチ機関車の変化

### 単体
スイッチ機関車は単独の場合、48世代後に元の形の鏡像が登場する。更に48世代後に元の形が登場するが、この時点で左上に8マス分移動している。すなわち光速の1/12の移動速度である。
96周期で12回（1152世代）の移動の後、本体は他の活動的な部分に飲み込まれて崩壊する。全体的にはその後も変化を続け、3911世代後に安定する。
最終的には、60個のブロック・33個の蜂の巣（1個の養蜂場を含む）・50個のブリンカー (8個の信号灯を含む)・12個のグライダー・11個のボート・11個のパン・4個の船・2個の長いボート・2個の池・2個のタブになる。

### シュシュポッポ列車

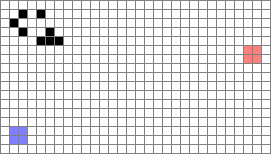
glider-producing switch engineに成長するパターン。赤で示した部分か、青で示した部分の、片方のみにブロックを置き干渉させる。両方に置いてはいけない。

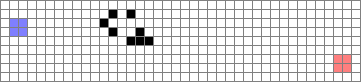
block-laying switch engineに成長するパターン。赤で示した部分と、青で示した部分の、両方または片方にブロックを置き干渉させる。こちらは両方に置いてもよい。

スイッチ機関車は単独だと前述の通り最終的に他の活動的な部分に巻き込まれてしまう。本体以外の部分を制御して本体に干渉しないようにすればシュシュポッポ列車にすることができる。
まず、活動的な部分にブロックを干渉させる方法がある。本体の下方又は右側のある位置に置くと、グライダーを含む数種類の物体を生成するシュシュポッポ列車（glider-producing switch engine）になる。本体の左側又は右側の別の位置（1セル下側）に置くと、ブロックのみを生成するシュシュポッポ列車となる（block-laying switch engine）。
鏡像の関係となる2個のスイッチ機関車を適切な位置に配置すると、本体以外の部分が干渉し安定化するパターンがある。この配置は「ノアの方船」と呼ばれるシュシュポッポ列車である。ブロック・蜂の巣 (養蜂場を含む)・ブリンカー (信号灯を含む)・グライダー・ボート・パン・船・長いボート・ビーコン・机上のブロックを生成する。
上記のいくつかのシュシュポッポ列車は自身と同じ方向に進むグライダーを発生させるが、グライダーの速度はスイッチ機関車よりも速いので本体に影響を及ぼすことはない。

### 宇宙船
スイッチ機関車を含む"n-engine Cordership"と呼ばれる宇宙船のグループが存在する。"Cordership"の名称は、スイッチ機関車の発見者であるコダーマン(Corderman)に由来している。n には、その宇宙船に使用されているスイッチ機関車の数がはいる。
1991年4月に Dean Hickerson は n=13 の宇宙船を発見した。その後 Hickerson は、n=10,7,6 となるものも発見している。n=6 までは20世紀中に発見されていた。2004年に Paul Tooke は n=3 を発見し、2005年に David Bell は n=4,5 を発見している。2017年には Aidan F. Pierce によって n=2 のものが発見された。
スイッチ機関車を利用しているので当然だが、これらの宇宙船の速度はすべて光速の1/12である。

## 関連する物体
ダグ・ペトリーは、下の「時限爆弾」と呼ばれるパターンを考案した。ここで、グレーで示したセルは2世代の間に消えるだけで後に影響を与えない。3世代目には、前述のglider-producing switch engineの3世代目（前述の図で青で示している位置にブロックを置いたもの）と同じパターン（図は鏡像になっている）になり、以後同様に成長する。
以下はそれぞれ、初期の生きたセル数が最小、矩形（余白を含む）が最小、幅が最小の繁殖型に成長する初期パターンで、どれもblock-laying switch engineに成長する（幅が1のパターンからは2方向に向けて機関車が発射される）。
|  |  |
|  |  |